# 1013 Tombecka
1013 Tombecka är en asteroid i huvudbältet som upptäcktes den 17 januari 1924 av den fransk-ryske astronomen Beniamin Zjechovskij. Dess preliminära beteckning var 1924 PQ. Den fick sedan namn efter D. Tombeck vid universitetet i Paris.
Den tillhör asteroidgruppen Mitidika.
Tombeckas senaste periheliepassage skedde den 27 november 2020.[Uppdatering behövs] Dess rotationstid har beräknats till 6,053 timmar. 